# ج
ج（ジーム, جيم）はアラビア文字の五番目に位置する文字。有声後部歯茎破擦音 /dʒ/ を表す。ラテン文字転写の際には「j」を使う。

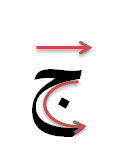
単独形の筆順

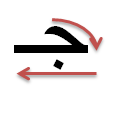
語頭形の筆順

## 概要

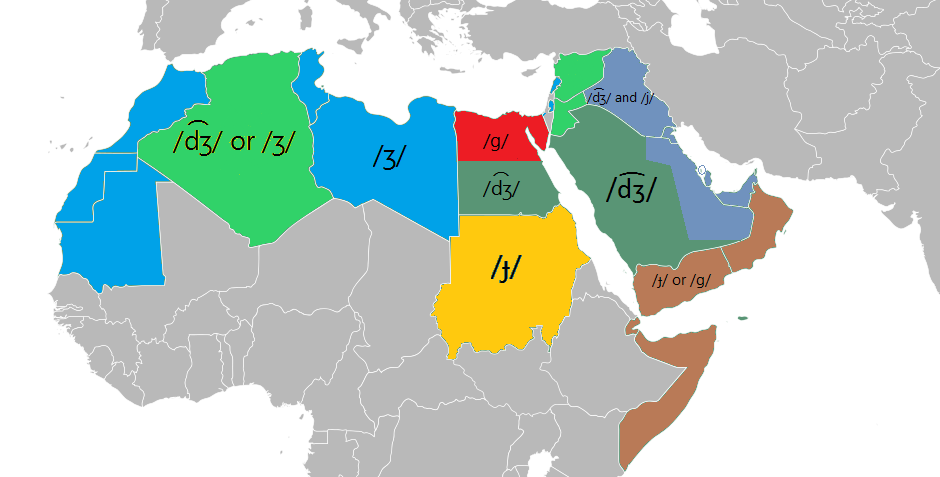
地域によって異なる「ج」の音価

フェニキア文字から受け継がれた文字の一つで、ヘブライ文字 ג、ギリシア文字 Γ、ラテン文字 G、キリル文字 Г と同系である。حに点を一つ付加したような形で書かれ、元は「ラクダ（جمل）」を意味した。
セム祖語の流れで系統的には有声軟口蓋破裂音（/ɡ/）を表す文字だが、フスハーを含む多くのアラビア語方言では口蓋化して/dʒ/ になっており、/ɡ/ の音をとどめているのはイエメン方言の一部・オマーン方言の一部・サウジアラビア北部並びに南部の一部方言・エジプト方言（フスタートへのイエメン人入植者/g/発音の影響を受けそれが維持されている首都カイロならびに首都地域と交易・往来があったエリア）などに限られる。
/ʒ/となる発音はシリア・レバノン周辺レヴァント地域（広義のシャーム地方）の特徴の一つであるため「シャームのジーム」という別名を持っている。
また、アラビア語には有声の /dʒ/ はあるが、対応する無声音の /tʃ/ がないため、ペルシャ文字では /tʃ/ を表すために ج の点を増した「چ」を使っている。アラブ諸国では通常تشの2文字で /tʃ/ を表現するが、古い外来語だとجもしくはشに置き換わっていることも少なくない。　
アラビア語で外来語の /ɡ/ を表す場合は غ (/ɣ/) 以外にも複数の文字が使われ、特に新しい語ではその地域方言での発音に合わせ ج غ ق ك گ が用いられるなど表記に揺れが出やすい。ペルシア文字等では /g/ を ك (/k/) から派生した گ で表す。かつてアラビア語由来の単語がラテン語等にもたらされた際には、ج は g で表されることが多かった。

## 符号位置
| 文字 | Unicode | JIS X 0213 | 文字参照        | 説明              |
| ---- | ------- | ---------- | --------------- | ----------------- |
| ج    | U+062C  | ‐          | &#x62C; &#1580; | ジーム            |
| ځ    | U+0681  | ‐          | &#x681; &#1665; | パシュトー語の dz |
| ڂ    | U+0682  | ‐          | &#x682; &#1666; | コワール語の /dʐ/ |
| ڃ    | U+0683  | ‐          | &#x683; &#1667; | シンド語の ñ      |
| ڄ    | U+0684  | ‐          | &#x684; &#1668; | シンド語の /ʄ/    |

その他の ج に似た文字については چ を参照。